# Gaviidae
Gaviidae (Gaviídeos) é  a única família da ordem Gaviiformes e contem apenas o género Gavia e as suas cinco espécies. Também chamadas mobelhas, estas aves aquáticas habitam sobretudo lagos de água doce e rios, podendo deslocar-se para zonas costeiras durante a época de reprodução. A sua distribuição geográfica está limitada ao Norte da Europa e América do Norte.
Exteriormente, as mobelhas assemelham-se a patos, embora não sejam de todo relacionadas com a ordem Anseriformes. A sua plumagem é preta, branca e cinzenta, e nalgumas espécies apresenta padrões reticulados muito complexos. O bico tem uma forma distintiva de lança. Outra diferença importante é a estrutura óssea, bastante densa quando comparada com outras aves.
As mobelhas alimentam-se de peixes, moluscos e crustáceos, que caçam debaixo de água em mergulhos. São excelentes nadadoras mas deslocam-se em terra com grande dificuldade. As suas asas estão bem adaptadas ao voo e podem percorrer longas distâncias pelo ar. No entanto a fase de descolagem e aterragem é complicada e requer, como nos aviões, uma “pista” sobre a água de algumas centenas de metros. As mobelhas falham frequentemente a descolagem, tendo, nestes casos, de voltar atrás e iniciar de novo a corrida sobre a água. Os acidentes espalhafatosos, mas inócuos, são vulgares quando pousam. As mobelhas formam casais monogâmicos durante toda a vida e podem chegar aos 30 anos de idade.
A mobelha-grande é a ave nacional do Canadá e está representada nas moedas de 1 dólar canadiano, que recebem na gíria local o nome de loonie (de loon, mobelha no inglês das Américas).

## Espécies
- Gavia stellata, mobelha-pequena P
- Gavia arctica, mobelha-árctica P
- Gavia pacifica, mobelha-do-pacífico
- Gavia immer, mobelha-grande P
- Gavia adamsii, mobelha-de-bico-amarelo

Nota: as espécies marcadas com P já foram avistadas em Portugal durante o período de invernada.
- Commons
- Wikispecies

1. ↑  S.A, Priberam Informática. «Dicionário Priberam da Língua Portuguesa». Dicionário Priberam da Língua Portuguesa. Consultado em 2 de março de 2024
2. ↑  S.A, Priberam Informática. «Dicionário Priberam da Língua Portuguesa». Dicionário Priberam da Língua Portuguesa. Consultado em 2 de março de 2024